# Ǎ
Das Ǎ (kleingeschrieben ǎ) ist ein Buchstabe des lateinischen Schriftsystems. Er besteht aus einem A mit übergesetztem Hatschek.
Es ist in einigen Umschriften zu finden. In ISO 9 wird mit dem Ǎ das große Jus umschrieben, welches zuletzt bis 1946 noch in der bulgarischen Sprache verwendet wurde und danach abgeschafft wurde. Weiterhin stellt das Ǎ im Pinyin den Buchstaben A im dritten Ton (fallend-steigend) dar.

## Darstellung auf dem Computer
Unicode enthält das Ǎ an den Codepunkten U+01CD (Großbuchstabe) und U+01CE (Kleinbuchstabe).
In TeX kann man mit \v A bzw. \v a das A mit Hatschek bilden.
In HTML kann der Großbuchstabe Ǎ mit &Abreve; bzw. der Kleinbuchstabe ă mit &abreve; gebildet werden.